# Baltasar Garzón
Baltasar Garzón Real (Torres, Jaén, 26 de octubre de 1955) es un jurista español. Fue juez desde 1981 y magistrado del Juzgado Central de Instrucción n.º 5 de la Audiencia Nacional desde 1988 hasta 2012 —excepto entre mayo de 1993 y mayo de 1994—. Tuvo a su cargo la investigación de algunos de los delitos de mayor relevancia que se produjeron en España durante aquella época: crímenes de lesa humanidad, terrorismo, terrorismo de Estado, narcotráfico, corrupción política y delincuencia económica.
Se presentó como candidato independiente a diputado en las listas del PSOE en 1993 y, al constituirse el ejecutivo, fue nombrado delegado del Gobierno en el Plan Nacional sobre Drogas, con rango de secretario de Estado. En mayo de 1994 abandonó ambos cargos.
El 22 de febrero de 2012 fue expulsado de la carrera judicial tras haber sido condenado por el Tribunal Supremo a once años de inhabilitación por un delito de prevaricación cometido durante la instrucción del caso Gürtel. En agosto de 2021, el Comité de Derechos Humanos de Naciones Unidas emitió un dictamen en el que establecía que existen «dudas» objetivamente justificadas Baltasar Garzón tuviera «acceso a un tribunal independiente e imparcial» en los procesos seguidos contra él en el Tribunal Supremo, por los casos Franquismo y Gürtel. El Comité estableció que los «juicios contra Baltasar Garzón fueron arbitrarios y no cumplieron con los principios de independencia e imparcialidad judicial».
Desde entonces, ha ejercido, entre otros cargos, el de asesor del Tribunal Penal Internacional o el de director de la defensa jurídica del fundador de Wikileaks, Julian Assange. En 2012 recibió su documento de identidad de residente extranjero en Argentina. Allí fue coordinador de asesoramiento internacional en la Secretaría de Derechos Humanos del Ministerio de Justicia y Derechos Humanos, hasta que renunció al puesto en enero de 2016, tras el fin del mandato de Cristina Fernández de Kirchner. En Colombia, asesoró a la Fiscalía General. En Ecuador fue designado coordinador de la Veeduría Internacional a la Reforma de la Justicia, cuyo informe final fue presentado el 13 de diciembre de 2012.
Es doctor honoris causa por la Universidad de Jaén y por veinte universidades más en el mundo.

## Biografía
Aprobó las oposiciones para juez en 1981 y su primer destino fue Valverde del Camino, en la provincia de Huelva. Posteriormente fue trasladado al Juzgado de Primera Instancia e Instrucción de Villacarrillo (Jaén). En 1983 ascendió a magistrado, siendo destinado al Juzgado de Primera Instancia e Instrucción n.º 3 de Almería. En 1987 fue nombrado inspector delegado para Andalucía del Consejo General del Poder Judicial y el 29 de enero de 1988 tomó posesión como magistrado del Juzgado Central de Instrucción n.º 5 de la Audiencia Nacional.

## Trayectoria judicial

### Operaciones contra el narcotráfico
Baltasar Garzón dirigió importantes operaciones contra el tráfico de drogas, especialmente en Galicia. Con la operación Nécora, en 1990, desarticuló la organización liderada por Laureano Oubiña y, con la operación «Pitón» (1991), detuvo a los integrantes del llamado «clan de los Charlines» que operaba en las costas gallegas.
En relación con la operación «Nécora», durante una conferencia en 1994, el magistrado declaró que, a pesar de lo que se manifestaba desde algunos foros, con la legislación vigente en ese momento no se podía luchar eficazmente contra las organizaciones criminales, particularmente contra las redes de narcotraficantes, y se posicionó en una postura crítica hacia el Gobierno y las instituciones, afirmando que en estos aspectos el sistema fallaba «estrepitosamente». Poco antes, en otros medios y en relación con el mismo caso, el entonces presidente del Gobierno, Felipe González, había declarado que hubiera preferido una sentencia «más dura», y que la intención del ejecutivo a este respecto era «romper el espinazo» a las redes del narcotráfico.
El tribunal sentenciador de la operación «Nécora» dedicó cuarenta folios de la sentencia a analizar las escuchas telefónicas ordenadas por Garzón y lo censuró por haber ejercido «un control formal, pero no de fondo, de los pinchazos hechos por la policía». El Tribunal Supremo cuestionó la legalidad de las escuchas telefónicas llevadas a cabo en el caso y en 2003 el Tribunal Europeo de Derechos Humanos dictaminó que se había producido una violación del artículo 8 de la Convención Europea de Derechos Humanos contra Sito Miñanco en esta causa. De hecho, la actuación de Garzón en esta operación fue criticada desde diversos ámbitos
Ricardo Portabales, uno de los «arrepentidos» cuyo testimonio fue clave en la operación para imputar a Oubiña, declaró años después que la operación Nécora «fue un fraude», con el que supuestamente se habría visto obligado a colaborar por presiones de funcionarios adscritos a la investigación que le habrían preparado lo que tenía de declarar.

### Caso GAL
Tras su paso por la política en las listas electorales del PSOE, Garzón volvió a la Audiencia Nacional, donde sus investigaciones contra el llamado terrorismo de Estado contribuyeron también a denunciar las acciones de José Barrionuevo Peña, ministro de Interior del PSOE, con relación a los Grupos Antiterroristas de Liberación (GAL), la llamada «guerra sucia» contra el terrorismo.
Respecto al secuestro de Segundo Marey, caso por el que se dieron a conocer los GAL, Rafael Vera, condenado por el Tribunal Supremo, lo recurrió ante el Tribunal Europeo de Derechos Humanos, que dictó sentencia el 6 de enero de 2010. En dicha sentencia se afirma que «la imparcialidad del juez de instrucción Nº 5 de la Audiencia Nacional Española podría estar en entredicho» por las «relaciones personales conflictivas» y la «enemistad manifiesta entre el demandante y el magistrado (Garzón)». Dicho Tribunal no condenó a España, pues otro juez, esta vez Eduardo Moner, del Tribunal Supremo, llevó a cabo una nueva instrucción.

### Investigaciones a ETA y su entorno
Garzón ha investigado también a la organización terrorista Euskadi Ta Askatasuna (ETA) y lo que se considera su entorno, tanto político como militar.:
- En octubre de 2002, suspendió durante tres años las operaciones del partido Batasuna, considerando que formaba parte del entramado de ETA.[36]
- Asimismo ha investigado a otras organizaciones del llamado Movimiento de Liberación Nacional Vasco (MLNV), como Xaki, Ekin, Jarrai, Haika y Segi, alegando que forman parte de diversos frentes del entramado de ETA.[37]

### Polémica por su actuación en el caso Sogecable
En 1997 el juez de la Audiencia Nacional Javier Gómez de Liaño procesó a los dos máximos directivos del Grupo Prisa Jesús de Polanco y Juan Luis Cebrián, junto a todo el Consejo de Administración de Sogecable, por un presunto delito de apropiación indebida del dinero depositado por los abonados a Canal +. Al año siguiente el empresario Polanco lo denunció por prevaricación en la instrucción del caso, logrando que fuera condenado por dicho delito y apartado de la carrera judicial. Esta condena por prevaricación a Gómez de Liaño fue celebrada por Felipe González, Juan Luis Cebrián y Jesús Polanco con una cena en un restaurante de Madrid. En 2000 Liaño recibió un indulto del gobierno de José María Aznar que le permitió volver a la carrera judicial, con la condición de no incorporarse a la Audiencia Nacional durante 25 años. Finalmente, en julio de 2008 el Tribunal Europeo de Derechos Humanos, recordando «la importancia que para una sociedad democrática tiene la confianza que los tribunales deben inspirar a los justiciables», estimó que el juicio contra este juez diez años antes no había ofrecido la suficiente «apariencia de imparcialidad» y condenó al Estado español al pago de una multa de 5000 euros por «daños morales».[cita requerida]
La actuación de Baltasar Garzón en este caso Sogecable causó polémica, ya que el 3 de septiembre de 1997 dictó un auto en el que se abstenía de resolver la recusación que Juan Luis Cebrián había presentado contra Liaño, argumentado que había tenido conocimiento de una trama contra el presidente de Prisa, Polanco, urdida por Gómez de Liaño, el también juez Joaquín Navarro Estevan y el conocido abogado Antonio García Trevijano. En medio de un gran escándalo, el Tribunal Supremo abrió un sumario para investigar estos hechos y terminar archivándolo poco después. «La inconsistencia de su denuncia desembocó en el rápido archivo de la causa, pero el terreno quedó abonado para que prosperara la posterior querella [por prevaricación] de Polanco contra Liaño. La conducta de Garzón fue interpretada como un intento de aproximarse al grupo Prisa tras los duros ataques de los que había sido objeto por El País con motivo de su papel en los sumarios de los GAL. Garzón logró su propósito pero gran parte de los jueces y fiscales de la Audiencia Nacional reprobaron duramente su actitud, llegando en algunos casos hasta el extremo de retirarle el saludo».
El periodista de la Cadena SER, propiedad de Prisa, Carlos Carnicero afirmó que Garzón había pactado estas acusaciones suyas contra su hasta entonces amigo Gómez de Liaño en un desayuno en Nueva York con Antonio Navalón, Matías Cortés  y Jaime García Añoveros, los tres estrechamente vinculados a Polanco y Prisa (García Añoveros incluso era miembro del Consejo de Administración del Grupo Prisa). «A partir de ese momento, Garzón recibió un trato exquisito por parte de El País». Según escribió el propio Gómez de Liaño «A pesar de la inconsistencia [...] de la recusación, lo que me hubiera permitido rechazarla [...] por fraude de ley y abuso de derecho, me pareció adecuado abrir el trámite, apartarme provisionalmente del asunto y dejar que fuera Baltasar Garzón [...] quien resolviera el incidente procesal. Estaba seguro de que la recusación no podría prosperar. [...] El objetivo de Baltasar era apartarme de la instrucción. Según se descubrió posteriormente, él había urdido el incidente de recusación con personas como el exministro de Hacienda y consejero de PRISA, Jaime García Añoveros, quien se aprestó a comparecer en el incidente en calidad de testigo para responder a una lista de preguntas que llevaba en la cartera. Todo demostraba que Baltasar estaba comprometido con el asunto y que cumplía sin rechistar el encargo encomendado.»

### Casos relevantes internacionalmente

#### Causa contra Augusto Pinochet
Garzón cobró fama internacional por promover una orden de arresto contra el exdictador chileno Augusto Pinochet por la muerte y tortura de ciudadanos españoles y chilenos durante su mandato y por crímenes contra la Humanidad, basándose en el informe de la Comisión chilena de la verdad (1990-1991) y en el caso Caravana de la Muerte instruido en Chile por el juez Juan Guzmán Tapia.

#### Procedimientos en relación con la dictadura militar en Argentina

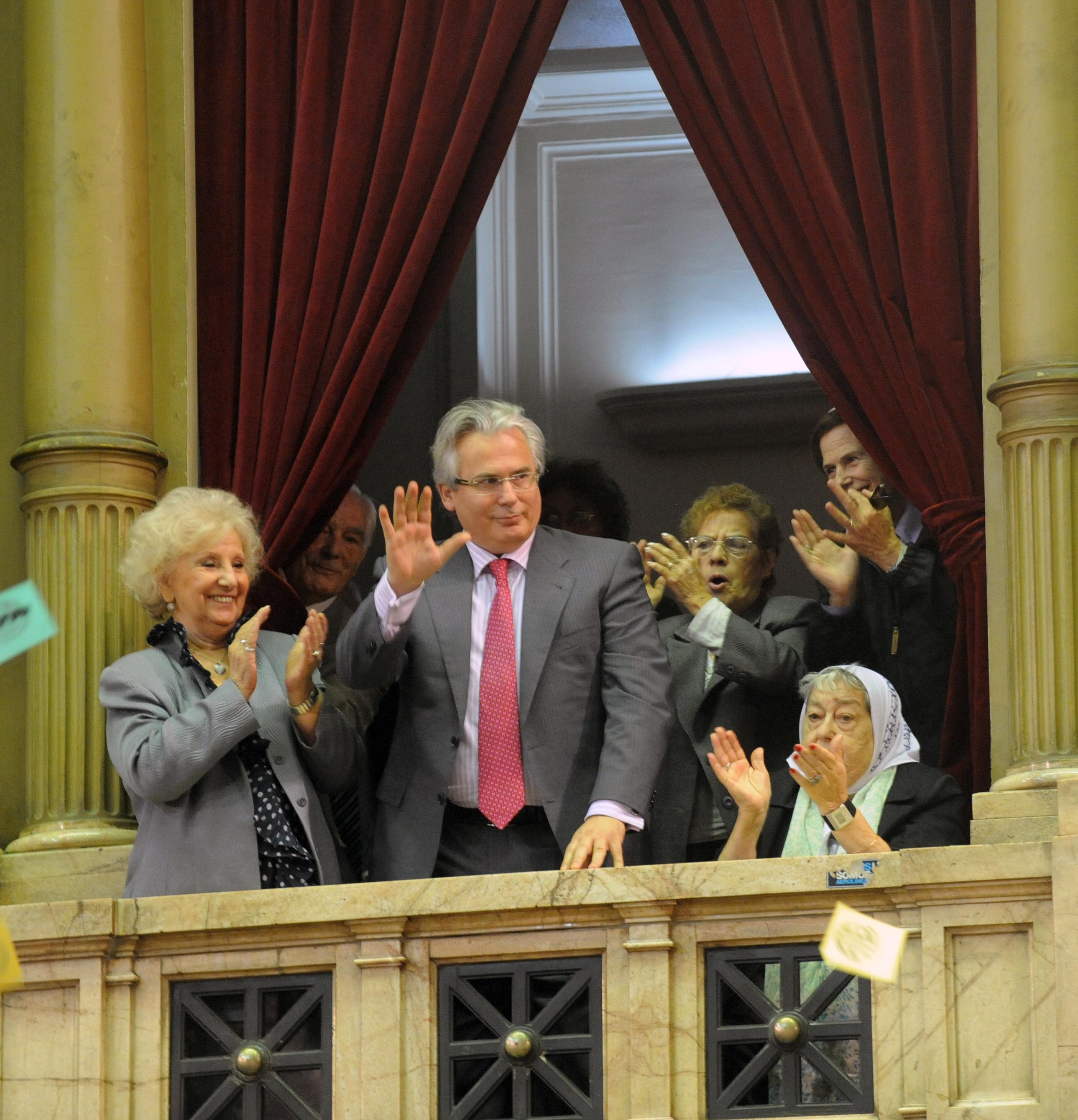
Garzón en el Congreso de la Nación Argentina en 2012, junto a Estela de Carlotto (izquierda) y Hebe de Bonafini (derecha).

Garzón asimismo abrió la posibilidad de que se levantaran en España cargos de delitos de lesa humanidad contra ciudadanos argentinos por la desaparición de ciudadanos españoles durante la dictadura argentina de 1976-1983. En ese marco, el 19 de abril de 2005, la Audiencia Nacional condenó al represor Adolfo Scilingo a 640 años de prisión.
No obstante, sus actuaciones en el caso argentino no están exentas de polémica, ya que informaciones periodísticas posteriores documentaron la negativa de Garzón a investigar aquellas complicidades y responsabilidades en la dictadura argentina llevadas a cabo por funcionarios españoles o personas radicadas en España. Asimismo, la organización Nuevos Derechos del Hombre, que lidera el dirigente de la Unión Cívica Radical Hipólito Solari Yrigoyen, criticó al gobierno argentino por su designación como asesor de la Cámara de Diputados de la Nación, ya que fue decisión de Garzón no extraditar a Argentina ni imputar al ex comisario de la Policía Federal Roberto Almirón, en el marco de la Causa Triple A instruida por el Juez Federal Norberto Oyarbide, advirtiendo Yrigoyen que también puso trabas a la extradición de María Estela Martínez de Perón.
En el año 1998, en el marco de la causa por los vuelos de la muerte, el Ministerio de Defensa español remitió a su juzgado una lista de altos oficiales españoles que acudieron a Argentina en plena dictadura para recibir entrenamiento y compartir experiencias. Además, Víctor Basterra, fotógrafo superviviente de la ex ESMA, declaró ante Garzón que entre sus captores se encontraba un ciudadano español, señalando al oficial de la armada española Coronel(R) Cristóbal Gil y Gil. En el caso de Gil y Gil, el magistrado solo lo llamó a declarar como testigo, pero en el caso del resto de los oficiales ni siquiera fueron citados. Abundando en estos hechos, el coronel español Amadeo Martínez Inglés, uno de los enviados a Argentina para el Curso de Estado Mayor en plena dictadura militar, declaró al diario argentino Página 12: «Cuando regresé a Madrid, tuve que hacer un informe exhaustivo y todo lo pasé a la división de inteligencia, que a su vez tuvo que haber informado al gobierno español. El gobierno español tuvo conocimiento, cuando regresé en diciembre del año 81 (de lo que pasaba en la Argentina). (El gobierno español) Vio todo lo que llegó a mí en un informe que se le pasó». Martínez Inglés, que estaba en esa lista remitida por Defensa, tampoco fue citado a declarar, a pesar de la gravedad de sus manifestaciones.

#### Caso Guantánamo
El 26 de diciembre de 2003, en el marco del sumario 25/2003, Baltasar Garzón dictó auto de procesamiento contra Jamiel Abdullatif Al Banna y Omar Deghayes por presunto delito de integración en organización terrorista. En la misma fecha pidió su extradición a los Estados Unidos sin que se recibiera respuesta alguna durante los años 2004, 2005, 2006 y 2007. El 14 y el 19 de diciembre de 2007 cursó orden de detención europea contra dichos procesados ante su próxima llegada al Reino Unido. Ambos estaban acusados de pertenecer a la célula española de Al Qaeda.
El 5 de marzo de 2008, Garzón refirió, en un auto perteneciente al mismo sumario, que había recibido dos informes médicos suscritos por los doctores Fluxman y Bamber, adverados por los forenses del juzgado español, en los que se dictaminaban una serie de secuelas físicas y psíquicas derivadas de las torturas y malos tratos sufridos durante su encarcelamiento en varias prisiones militares estadounidenses, incluida la de Guantánamo. A la vista de tales informes y a pesar de que los hechos por los que tales procesados eran perseguidos en España se habían producido con anterioridad a su detención, dictaminó que las torturas sufridas durante años de detención irregular en total ausencia de las garantías mínimas exigibles en cualquier Estado de Derecho habían contaminado el procedimiento «[...] en relación con cualquier evidencia aparecida o que pudiera tener relación con los lugares en que se produjeron tales detenciones sin cargos [...]».
En el mismo fundamento jurídico reseñó lo dicho al respecto por la sentencia 829/06 de 20 de julio de la Sala Segunda del Tribunal Supremo: «[...] toda diligencia o actuación practicada en ese escenario debe ser declarada totalmente nula y, como tal, inexistente». Concluye el auto afirmando que «la estancia en condiciones de degradación y falta de derechos en las cárceles secretas y en Guantánamo ha producido un deterioro grave del estado mental de los procesados y hace imposible, por inhumana, continuar adelante con la orden europea de detención». Por el mismo razonamiento, revocó los autos de prisión, canceló las órdenes de detención y declaró concluso el sumario 25/2003.
En abril de 2009, el magistrado incoó diligencias previas con el fin de averiguar posibles responsabilidades penales contra militares de EE. UU. que estaban al frente de la base naval de Guantánamo (Cuba), a partir de las denuncias de cuatro ex prisioneros que estuvieron recluidos en este centro de detención.
No obstante, un informe de Amnistía Internacional del año 2008 reveló que Garzón había conocido de primera mano y desde el principio las torturas que se cometieron en Guantánamo contra las personas incluidas en el sumario 25/2003. De hecho, el juez dictó un auto el 5 de marzo de 2008 declarando concluso dicho sumario al haber apreciado que el grave deterioro sufrido por los procesados en Guantánamo y otras cárceles secretas estadounidenses hacían imposible la prosecución de la causa.
Según el informe, el Gobierno español envió en el año 2003 a varios funcionarios del Cuerpo Nacional de Policía a interrogar a cuatro detenidos en la base por una presunta pertenencia a Al Qaeda. A la vuelta del interrogatorio, los agentes informaron a Garzón que los detenidos carecían de cualquier clase de derecho. Amnistía reprocha en su informe que Garzón prosiguiera su imputación por hechos de terrorismo contra personas cuando parecía estar acreditada la existencia de torturas durante el procedimiento. El documento detalla que uno de los agentes enviados a Guantánamo declaró ante el juez que los interrogatorios a los detenidos tenían lugar en una especie de vagones que, según insinuó el policía, eran propicios para la tortura u otros malos tratos: «…están habilitados una especie de vagones también donde se llevan a estos hombres a los que se quiere interrogar, y bueno, el sitio sí es propicio para...», según declaró el agente 14620 el 23 de septiembre de 2003 ante Garzón. Por estos hechos, el Tribunal Supremo terminaría archivando la causa. No obstante, y en virtud de las declaraciones obtenidas de los detenidos en Guantánamo, Garzón siguió formulando imputaciones contra estos prisioneros y obviando los posibles actos de tortura.
Uno de los imputados por Garzón desde su estancia en Guantánamo, Omar Deghayes, declaró en una entrevista:

Primero nos dice que somos terroristas, que somos mala gente y de pronto un día cambia de parecer y nos pide autorización para encausar a Dick Cheney y George Bush. Me lo pidió a mí y otros como Jamil Abdul, los dos que supuestamente debíamos ser juzgados en España por él. Toda una locura.

Garzón, en 2008, y consultado por los supuestos hechos de tortura de los que habrían sido víctimas sus imputados, manifestó: «No me consta que haya ninguna reclamación por este caso».
El procedimiento abierto por Garzón se encuentra actualmente[¿cuándo?] en manos del juez de la Audiencia Nacional Pablo Ruz

### Causa contra los crímenes del franquismo

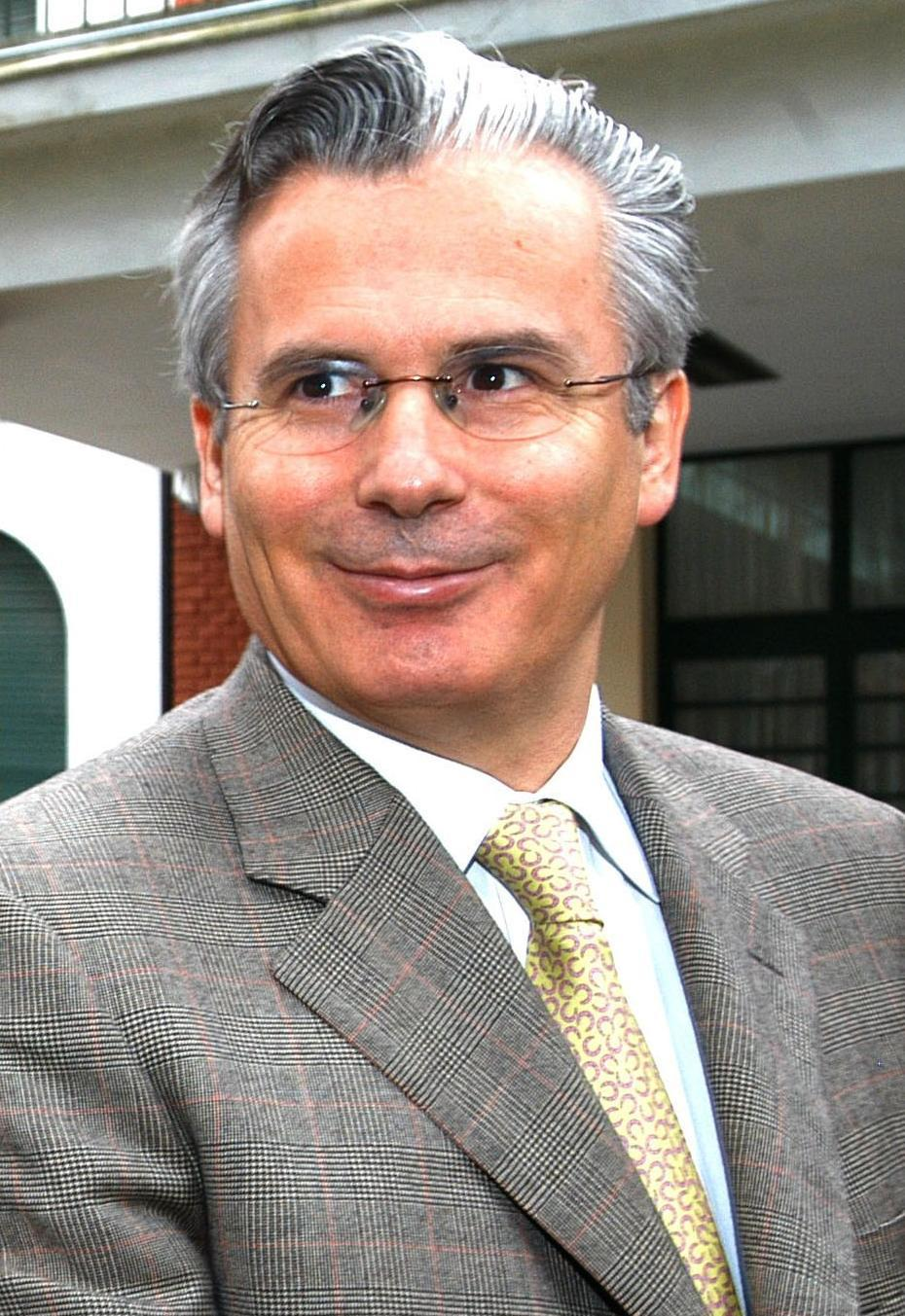
Garzón en 2005 en Argentina.

El 14 de diciembre de 2006, las representantes legales de la Associació per a la Recuperació de la Memòria Històrica de Mallorca presentaron una denuncia en el Juzgado Central de Instrucción n.º 5 de la Audiencia Nacional, a la que siguieron otras del mismo tenor, donde se ponían de manifiesto hechos penalmente relevantes consistentes en torturas, desapariciones forzadas y ejecuciones ocurridas durante el franquismo, donde Baltasar Garzón, mediante una resolución fechada el 16 de octubre de 2008, se declaró competente para llevar adelante acciones judiciales conducentes a investigar las responsabilidades sobre estos hechos.
La decisión de Garzón fue recibida con entusiasmo por las organizaciones memorialistas impulsoras de estas denuncias, que incluso habían remitido al juez un censo parcial de nombres de más de 140 000 desaparecidos.
Sin embargo, esta resolución se tomaba en contra del criterio de la Fiscalía General del Estado, que argumentó que la Audiencia Nacional no era competente para tramitar este tipo de delitos. La asociación Jueces para la Democracia también advirtió que el camino adoptado por Garzón no se encuadraba en el cauce procesal adecuado.
Finalmente, Garzón se inhibió en favor de los jueces territoriales mediante un auto que las organizaciones memorialistas impulsoras advirtieron de «grave» para su causa, ya que obligaría a los familiares de víctimas del franquismo a repetir las denuncias iniciales ante los jueces del lugar, reprochando a Garzón no haber instrumentado el procedimiento previsto en el art. 304 de la Ley de Enjuiciamiento Criminal española, que dispone la opción del juez de elevar al Tribunal Supremo en casos de excepcional relevancia o gravedad las causas que por su interés y complejidad requieran la intervención del máximo órgano judicial español, nombrando para ello un juez especial encargado de la instrucción. Algunas entidades señalaron posibles «presiones políticas» para que Garzón tomara esta decisión, que en la práctica ponía fin a la causa ya que, según los denunciantes:

No existen abogados con formación suficiente en derecho internacional para hacer frente a una avalancha procesal como la dispuesta por el juez titular del Juzgado de Instrucción Núm. 5, ni jueces que tengan conocimientos de derecho penal internacional para substanciar los casos respetando el debido proceso y el derecho penal europeo e internacional.

Posteriormente, el 28 de noviembre de 2008, el pleno de la Sala de lo Penal de la Audiencia Nacional declaró la incompetencia de Garzón en este caso por catorce votos contra tres.

#### Querella deManos Limpias, laLibertad e IdentidadyFalange Española y de las JONS

##### Admisión a trámite de las tres querellas interpuestas
El 27 de mayo de 2009, el Tribunal Supremo admitió a trámite una querella contra Baltasar Garzón presentada por José María Ruiz Puerta (líder del Partido por la Libertad y «el último presidente de CEDADE, el Círculo Español de Amigos de Europa, la organización nazi fundada en España en 1966»), ejerciendo como abogado del sindicato ultraderechista Manos Limpias, cuyo secretario general es Miguel Bernad Remón, acusándolo de prevaricación al haberse declarado competente en la investigación de los crímenes de la Guerra Civil y el franquismo sabiendo que no lo era. Desde 1997, Manos Limpias había planteado diecisiete querellas, denuncias y quejas contra Garzón, todas ellas desestimadas.
El 24 de junio de 2009, el Tribunal Supremo admitió otra querella de la asociación Libertad e Identidad presentada el 10 de marzo del mismo año contra Baltasar Garzón por prevaricación en el caso de las desapariciones durante la Guerra Civil y el franquismo y decidió acumularla a la presentada por Manos Limpias.
El 13 de enero de 2010, el Tribunal Supremo admitió a trámite una querella de Falange Española de las JONS contra Baltasar Garzón por los mismos hechos.
La decisión del Supremo fue adoptada, en contra del criterio de la fiscalía, por el presidente de la Sala Penal, Juan Saavedra Ruiz, y los magistrados Adolfo Prego, Joaquín Giménez, Francisco Monterde Ferrer y Juan Ramón Berdugo Gómez de la Torre.
El Tribunal Supremo, mediante auto del magistrado instructor Luciano Varela de 7 de abril de 2010, estimó que procedía continuar el procedimiento por el delito de prevaricación contra Garzón, siendo recurrido dicho auto por el magistrado.
El 23 de abril de 2010, el magistrado instructor Varela decidió expulsar del proceso contra Garzón a Falange Española de las JONS, al no atender dicha formación dentro del plazo establecido al requerimiento que el mismo Varela ponía un día antes, en el cual la instaba a que corrigiera el escrito de acusación presentado, al considerar que incumplía «de manera notoria» las obligaciones procesales, al extenderse en múltiples «valoraciones» y no limitarse a la «descripción» de hechos.
El día 24 de abril, Garzón presentó ante el Tribunal Supremo un recurso de recusación contra el magistrado instructor Luciano Varela, acusándolo de tener «interés directo en el procedimiento y parcialidad en el mismo» y de haber realizado «una labor más próxima a una asesoría o consejo jurídico» al haber concedido un plazo a los querellantes para corregir una serie de defectos de sus escritos de acusación, hecho que definió como «dar oportunidades atípicas y extraprocesales» a una de las partes. En opinión de Garzón, «la intervención del instructor no se encuentra amparada en ningún precepto de la normativa procesal vigente y es manifiestamente ajena a las normas esenciales del procedimiento». El 3 de mayo, la Fiscalía del Tribunal Supremo presentó un escrito de rechazo a la recusación de Luciano Varela por parte de Garzón donde expresaba que era «absolutamente inviable por carecer de fundamentación y justificación alguna» y que, por esta razón, interesaba «la desestimación del incidente de recusación planteado». El día 6 de mayo de 2010 el magistrado instructor de la Sala de lo Penal del Tribunal Supremo, Andrés Martínez Arrieta, dictó un auto donde no admitía a trámite el recurso de recusación planteado por Garzón.

##### Reacciones
Miles de personas participaron el 24 de abril de 2010 en las concentraciones y manifestaciones convocadas en toda España para denunciar la impunidad del franquismo y apoyar al juez Baltasar Garzón, convocadas por plataformas de reconocimiento a la Memoria Histórica.
El acto más multitudinario tuvo lugar en Madrid, donde los organizadores reconocieron que la asistencia a la marcha que transcurrió entre la puerta de Alcalá y la del Sol superó «con creces» sus expectativas más optimistas (calculaban unos 100 000 asistentes). El acto concluyó con la lectura de un manifiesto por parte del cineasta Pedro Almodóvar, la escritora Almudena Grandes y el poeta Marcos Ana, que pasó 23 años en las cárceles franquistas. En el texto, al que siguió un minuto de silencio por todas las víctimas del franquismo, se lamentaban «las consecuencias de un proceso que, en democracia, ensucia» la memoria de las víctimas del franquismo, «desprecia el dolor de sus hijos, de sus nietos y condena las aspiraciones de justicia de cientos de miles de familias españolas».
Mientras, en Barcelona fueron más de cuatro mil personas las que llenaron la plaza de San Jaime. La concentración convocada en Sevilla contó con la presencia de la madre y las hermanas de Garzón, natural de Jaén, donde también unas trescientas personas participaron en un acto de apoyo al juez, actos que se repitieron en localidades como Zaragoza, Murcia, Cáceres, Valladolid, León, Palma de Mallorca, Las Palmas, Santander, Valencia o Gijón, entre otras.
Los actos de apoyo a Garzón contaron con la presencia de numerosos políticos de los partidos de izquierda ―como Cayo Lara y Gaspar Llamazares (Izquierda Unida (España)), Pedro Zerolo (PSOE) o Joan Herrera (ICV)―, mientras que fueron duramente criticados por el PP, cuyo presidente, Mariano Rajoy, los calificó de campaña «brutal y antidemocrática» contra el Tribunal Supremo.
En la misma tarde se denunció el «doble rasero» de la Justicia Española, que investigó dictaduras como las de Chile y Argentina pero que encausaba a un juez por hacer lo mismo con el franquismo. En la misma línea, Ronald Gamarra, secretario ejecutivo de la Coordinadora Nacional de Derechos Humanos del Perú y abogado de la parte civil en el juicio contra el expresidente Alberto Fujimori, condenado por crímenes de lesa humanidad, mostró su sorpresa «de que los países no quieran a los jueces que justamente legitiman a su poder judicial, que son independientes y que prefieren el honor y la justicia al pasado vergonzoso».
Por otra parte, entre las personalidades que han entendido que algunas actuaciones de Garzón son merecedoras de imputación se encuentra Juan Carlos Rodríguez Ibarra, expresidente de la Junta de Extremadura, que ha acusado a Garzón de prevaricación tanto en los casos que tiene abiertos en el Tribunal Supremo, como sobre todo por la condena a Rafael Vera, que fue estudiada por el Tribunal Europeo de Derechos Humanos de Estrasburgo, si bien se desdijo posteriormente sobre su valoración sobre Garzón en relación con los crímenes del franquismo.
Mientras tanto, más de un centenar de antifascistas latinoamericanos reconocidos vinculados a organizaciones independentistas del País Vasco firmaron un documento en el que rechazaban el franquismo, pero no apoyaban a Garzón, al que acusaban de perseguir a los vascos, catalanes, gallegos y al gobierno de Venezuela.
Según el periódico El Mundo, representantes de la Comisión Internacional de Juristas, de Amnistía Internacional y de Human Rights Watch, presentes en Madrid como observadores internacionales opinan «que se daña la imagen, que desde muchos países se tiene, de la justicia española». Así, el representante de Human Rights Watch señaló que «es la primera vez que se procesa a un juez por defender los derechos humanos; la primera vez en la UE que un juez es sometido al derecho penal por defender derechos humanos y perseguir crímenes internacionales». El consejero jurídico de Amnistía Internacional dijo que «la obligación de España y de cualquier Estado es perseguir cualquier violación de derechos humanos y no se puede juzgar a ningún juez por hacerlo», y pide que se desestimen las acusaciones contra Garzón para cerrar así «un proceso de naturaleza escandalosa». En este mismo sentido, un editorial de The New York Times, fechado el 5 de febrero de 2012, afirmaba que «perseguirlo atenta contra la Justicia».
Por otra parte, algunos medios han comentado un posible doble rasero de Garzón, quien archivó en 1998 la querella contra Santiago Carrillo y, en cambio, abrió una investigación de los crímenes del franquismo. Este hecho ha sido mencionado también por el letrado de la acusación popular contra el juez Garzón por presunto delito de prevaricación por investigar los crímenes del franquismo.

#### Suspensión cautelar en sus funciones como magistrado

##### Decisión del Consejo General del Poder Judicial
El pleno extraordinario del Consejo General del Poder Judicial (CGPJ) decidió el 14 de mayo de 2010, por unanimidad, suspender cautelarmente en sus funciones a Baltasar Garzón, después de que el magistrado del Tribunal Supremo Luciano Varela acordara el 12 de mayo la apertura de juicio oral por la investigación de los crímenes del franquismo.
La suspensión estará vigente al menos hasta que el Tribunal Supremo, en el que Garzón tiene abiertas contra él otras dos causas, decida sobre la culpabilidad o la inocencia del juez, a quien se acusa de prevaricación. Al mismo tiempo, Carlos Dívar, presidente del Consejo, convocó[¿cuándo?] una reunión de urgencia de la Comisión Permanente del CGPJ para estudiar la solicitud de una comisión de servicios especiales presentada por Garzón para trasladarse al Tribunal Penal Internacional de La Haya como asesor de la Fiscalía.

##### Reacciones
La organización pro derechos humanos Human Rights Watch lamentó la suspensión cautelar del juez Baltasar Garzón:

Ahora, la justicia misma se ha convertido en una víctima en España. El juez Garzón ha luchado por hacer justicia para las víctimas de graves atrocidades cometidas en el extranjero y ahora está siendo castigado por intentar hacer lo mismo en su propio país... Los verdaderos crímenes aquí son las desapariciones forzadas y los asesinatos, no el intento del juez Garzón de investigarlos

El presidente de la Asociación Nacional para la Recuperación de la Memoria Histórica aseguró que la suspensión «motivo de mucha tristeza», en especial por el «ensañamiento» del magistrado Luciano Varela. La Federación Estatal de Foros por la Memoria calificó la suspensión como el resultado del «bajo perfil democrático del Estado español. Esto muestra que cualquiera que hable o se meta o investigue el franquismo será perseguido».
Antes de abandonar la Audiencia Nacional el mismo día 14 de mayo, varios jueces, magistrados y fiscales de la Audiencia Nacional pasaron a mostrar su solidaridad con el magistrado: los magistrados José Ricardo de Prada, Clara Bayarri, los jueces Santiago Pedraz y Fernando Andreu, y los fiscales Vicente González Mota, especializado en terrorismo, Daniel Campo, Ana Noé y María Dolores Delgado.
José Antonio Martín Pallín, magistrado del Tribunal Supremo, declaró que estaba muy triste y muy preocupado por el crédito democrático de España:

La suspensión de Garzón es la crónica de una ignominia anunciada. El juicio oral a Garzón va a ser un espectáculo internacional bochornoso. Lo más clamoroso de este proceso ha sido el absoluto desprecio a los dictámenes del Ministerio Fiscal y el cerrarse de una forma tan irracional al derecho internacional que rige en España.

Por su parte, Carlos Jiménez Villarejo, exfiscal Anticorrupción señaló:

Este es un golpe similar al del 23-F. 35 años después de la muerte del dictador, la extrema derecha ha conquistado una victoria que ha sido posible por un Tribunal Supremo sensible a esa persecución y un Consejo General del Poder Judicial cómplice.

Las principales asociaciones españolas de jueces, Asociación Profesional de la Magistratura y Jueces para la Democracia, valoraron la decisión de suspender cautelarmente al juez Garzón como «la única» que se podía tomar de acuerdo con lo que marca la ley.
En los medios de comunicación más destacados de Estados Unidos y Europa que trataron la noticia, The New York Times, bajo el título del editorial, «Una injusticia en España», señalaba el 15 de mayo que «a Garzón debería permitírsele regresar cuanto antes a su trabajo. España necesita una explicación honesta sobre su turbulento pasado, no la persecución de aquellos que tienen el coraje para demandarla». Por su parte, el británico The Guardian calificaba la separación de la judicatura como una «persecución por motivos políticos». El también británico, The Times señalaba a Garzón como «el juez de las cruzadas» y el diario francés Le Figaro lo calificaba de «superjuez», afirmando que en medios políticos y judiciales españoles se señalaba que, apartando a Garzón de la Audiencia Nacional, «se le acabarían todos los problemas».
Tiempo después la fundación José Saramago propondría a Baltasar Garzón para Premio Nobel de la Paz, «por estar involucrado en la defensa de los derechos humanos y por no haber bajado la cabeza ante ninguna artimaña, ni ningún poder, por haber seguido adelante y por haberse puesto en cualquier continente y país de parte de las víctimas».
El 7 de julio de 2011 es elegido miembro del Comité Europeo para la Prevención de la Tortura y los Tratos Inhumanos o Degradantes.
El 1 de marzo de 2012, en la apertura de las sesiones ordinarias del Congreso de la Nación Argentina, la presidenta de la Nación, Cristina Fernández de Kirchner, miró arriba a la derecha, hacia las gradas donde se hallaba el juez para decirle: «Agradezco a Baltasar Garzón que pusiera preso a Scilingo por los vuelos de la muerte». Garzón, flanqueado a su izquierda por Hebe de Bonafini y del otro lado a Estela de Carlotto, fue aplaudido de pie por todo el Congreso; el Poder Ejecutivo y miembros de la Corte de Justicia como Eugenio Zaffaroni.

##### Sentencia absolutoria
El Tribunal Supremo absolvió a Baltasar Garzón el 27 de febrero de 2012. La sentencia dictaminó que el magistrado incurrió en un exceso interpretativo de las normas, pero que dicha conducta no constituyó delito de prevaricación. También resaltó que, mediante la incoación de la causa contra el franquismo, pretendió tutelar a personas víctimas de una lesión constatada fundamentando sus resoluciones en la cultura de la fuerza expansiva de la protección de los derechos humanos. Sin embargo, no tuvo en cuenta que dicha argumentación debía ajustarse al principio de legalidad recogido en el artículo 9.3 de la Constitución española.

### Caso Gürtel
La Audiencia Nacional, por orden del juez Garzón, abrió una investigación por una supuesta trama de corrupción que operaba en Madrid, Valencia y la Costa del Sol. A los implicados se les acusa de blanqueo de capitales, fraude fiscal, cohecho y tráfico de influencias. El nombre dado a la trama, Gürtel, está relacionado con el apellido de Francisco Correa principal sospechoso de encabezar la red. Actualmente hay 71 imputados relacionados con el Partido Popular.
Tras las peticiones de la Fiscalía y el Partido Popular, y los indicios hallados contra aforados (diputados, senadores y otros altos cargos políticos que no pueden ser juzgados por la Audiencia Nacional), el juez Garzón se inhibe del caso y cede la investigación de la presunta trama a los tribunales superiores de Valencia y Madrid, dejando un caso con 43 imputados vinculados al Partido Popular, aunque antes de hacerlo ordenó, a instancias de la Fiscalía Anticorrupción, las escuchas a las conversaciones entre los imputados y sus abogados, que fueron anuladas por el Tribunal Superior de Justicia de Madrid y posteriormente motivaron la presentación de una querella ante el Supremo por supuesta prevaricación y vulneración de la intimidad. El Partido Popular —que había tratado, sin resultado, de recusar a Garzón como instructor del caso alegando «enemistad manifiesta contra el partido» e «interés directo e indirecto», luego se querelló por prevaricación contra él, siendo dicha querella desestimada— expresó en un comunicado que celebraba que la querella contra Garzón por las escuchas se admitiese a trámite.

#### Condena por prevaricación por escuchas ilegales en el Caso Gürtel
El 25 de febrero de 2010, la Sala de lo Penal del Tribunal Supremo de España admitió a trámite la querella presentada por el abogado Ignacio Peláez, defensor del empresario José Luis Ulibarri, presidente del grupo Begar y propietario de Televisión Castilla y León, implicado por las escuchas del caso Gürtel. La querella estaba motivada en el hecho de que Garzón ordenara grabar las conversaciones de los presos encausados por dicha trama con sus abogados, por lo que entiendía que el juez habría podido incurrir en prevaricación y vulneración de la intimidad. Estas escuchas ya fueron anuladas por el Tribunal Superior de Justicia de Madrid al considerar que dicha intervención vulneraba «el derecho de defensa y el derecho a no declarar contra sí mismos y a no confesarse culpables, así como el derecho a un proceso público con todas las garantías». El magistrado del Tribunal Supremo Alberto Jorge Barreiro, en su Auto de 19/10/2010 afirma que Garzón ordenó las escuchas haciendo una interpretación de la ley «errónea, tanto desde el punto de vista gramatical como del sistemático y teleológico» y, sin motivación alguna, ante la «mera posibilidad» de que los letrados actuaran de «enlaces» de la trama de corrupción con el exterior y pese a no tener contra los abogados sospechas ciertas. Esta actuación «conducía, sin apenas escapatoria alguna, a la irremediable laminación del derecho de defensa» y con ello, Garzón «transmutó el ejercicio de este derecho fundamental en un instrumento idóneo para la autoincriminación de los imputados internos en prisión, desarbolando o desactivando cualquier estrategia defensiva que pudieran poner en práctica los letrados».
El 9 de febrero de 2012, el Tribunal Supremo condenó al juez Garzón por prevaricación de forma unánime con la pena de «once años de inhabilitación especial para el cargo de juez o magistrado con pérdida definitiva del cargo que ostenta». El pleno del Consejo General del Poder Judicial, convocado el 23 de febrero de 2012, ratificó, con el apoyo de 20 de sus 21 miembros, la expulsión de la carrera judicial del juez Garzón.
El 18 de mayo de 2012 la asociación Magistrados Europeos para la Democracia y las Libertades (MEDEL), en representación de unos 15 000 jueces y fiscales de once países de la Unión Europea, presentó en el Ministerio de Justicia una petición de indulto para que se devolviera a Baltasar Garzón la condición de juez que perdió tras ser inhabilitado por el Tribunal Supremo en febrero de 2012 por ordenar las escuchas del "caso Gürtel". En el escrito presentado al ministro de Justicia Alberto Ruiz Gallardón, del gobierno del Partido Popular presidido por Mariano Rajoy, se considera la pena de 11 años de inhabilitación de una «severidad desproporcionada, indiscriminada y extraordinaria». La petición está firmada por el presidente de MEDEL, el portugués António Cluny, quien en unas declaraciones al diario El País afirmó:

El caso Garzón puede crear precedentes en toda la comunidad jurídica internacional... [porque afecta a] la libertad de interpretación jurídica del juez... Creemos que la importancia de esta sentencia [contra Garzón] radica en que quizá podría ser utilizada en los distintos países que están intentando construir un sistema democrático de justicia para frenar la independencia y autonomía del juez.

Este expediente fue remitido, desde el Ministerio de Justicia al Tribunal Supremo, al cabo de poco más de un mes tras su presentación: el 29 de junio de 2012. No se solicitó que se acusara recibo de lo enviado. Después, transcurrió algo más de un año hasta que se descubrió que dicho expediente no había llegado al alto tribunal. Y ello a pesar de que se envió por correo postal y de que el Ministerio distaba del Supremo apenas 1500 metros. Alertada del incidente, el 9 de octubre de 2013 Justicia envió de nuevo la documentación y solicitó, esta vez sí, acuse de recibo. El Supremo, enterado por fin de la comunicación, dio traslado de la misma al ministerio público y al resto de las partes personadas. Finalizado el trámite, los informes del tribunal y de todas las partes, aunque no vinculantes, deben remitirse al ministro de Justicia y el Gobierno puede decidir libremente.
Dictamen del Comité de Derechos Humanos de Naciones Unidas
En agosto de 2021, el Comité de Derechos Humanos de Naciones Unidas, emitió un contundente dictamen en el que establecía que existen «dudas» objetivamente justificadas Baltasar Garzón tuviera «acceso a un tribunal independiente e imparcial» en los procesos seguidos contra él en el Tribunal Supremo, por los casos Franquismo y Gürtel. En su propio comunicado, el Comité establecería que los «juicios contra Baltasar Garzón fueron arbitrarios y no cumplieron con los principios de independencia e imparcialidad judicial».Las decisiones de dicho Comité, que es un órgano político y no judicial, no tienen carácter vinculante para los Estados. 
En 2016, Baltasar Garzón había presentado una queja ante dicho órgano de naciones unidas que con el citado dictamen instaba al Estado español a «borrar los antecedentes penales y proporcionarle una compensación adecuada por el daño sufrido». Así como a «adoptar medidas para evitar que se cometan violaciones semejantes en el futuro».
Dos años después, en agosto de 2023, el Comité volvió a reclamar a España que se cumpliese con su resolución ante la inacción del Gobierno español. 

### Querella por presuntos delitos de prevaricación y cohecho
Los letrados José Luis Mazón y Antonio Panea, presentaron una querella contra Baltasar Garzón en relación con los cursos organizados por el Centro Rey Juan Carlos de la Universidad de Nueva York que el juez impartió entre 2005 y 2006, cuando se encontraba en la ciudad estadounidense disfrutando de un permiso de estudios. Previamente el juez había contactado a los responsables de distintas empresas españolas, entre las que se encontraban BSCH, BBVA, Telefónica y CEPSA, teniendo todas en común haber sido investigadas por supuestos delitos imputados a sus directivos en el juzgado en el que era titular o en otros de la Audiencia Nacional, solicitando 2 593 375 dólares para la realización de los cursos. No obstante las empresas aportaron una cuantía rebajada ya bien «por el carácter injustificado de los presupuestos económicos aportados» o por la «falta de seriedad en la descripción de los proyectos del convenio», obteniendo finalmente 1 237 000 dólares para la realización de los mismos. Según los querellantes, Garzón se habría beneficiado del dinero que el Banco Santander aportó para financiar los cursos. Al regresar de Estados Unidos y reincorporarse a sus labores profesionales, una de las querellas de las que se hizo cargo acusaba a varios directivos del Banco Santander de apropiación indebida de la sociedad SCI Gestión. En un auto del 27 de noviembre de 2006, el juez decidió archivar la causa, previo informe favorable del fiscal, y posterior confirmación de la Sala Penal de la Audiencia. La supuesta relación entre estos hechos fueron la base de la acusación para presentar una querella contra Garzón por presuntos delitos de prevaricación y cohecho.
Tanto el Banco Santander como la Universidad de Nueva York negaron que el banco efectuase ningún pago a Garzón, sino que fue esta Universidad, a través del Centro Rey Juan Carlos, la que pagó a Garzón por su participación en los cursos. Sin embargo, la universidad certificó que había recibido 302 000 dólares del banco en concepto de patrocinios que fueron gestionados por el citado centro pero afirmaba que «ninguno de estos gastos tomaron la forma de compensación directa o indirecta, en dinero o especie, al juez y su familia». Este hecho fue confirmado por Garzón durante su declaración como imputado ante el Tribunal Supremo el 15 de abril de 2010, donde explicó que durante 2005 y 2006 cobró aproximadamente 160 000 euros de dicha entidad dependiente de la Universidad de Nueva York, y no del Banco Santander, del que afirmó no haber percibido «ni un centavo». También contestó a las preguntas de los abogados querellantes al respecto de sus retribuciones dinerarias aclarando que viajó a Nueva York «sin saber entonces cuáles serían finalmente sus honorarios». Asimismo, expresó que el lenguaje cercano y el cometido de la carta que el juez remitió a Emilio Botín —en la cual la acusación estimó que Garzón le habría pedido dinero para la financiación de los cursos— fue «mal interpretada» y que nunca se dirigió al Santander «para pedir fondos». Junto a su declaración, el magistrado imputado aportó otras cartas enviadas a diferentes personalidades —como José Luis Rodríguez Zapatero, Mariano Rajoy, Rodrigo Rato o Esperanza Aguirre— en las que se despide con «un abrazo» o «un gran abrazo», así como otras a Felipe González y a Alberto Ruiz-Gallardón en las que habría usado un lenguaje similar.
El 9 de septiembre de 2010 el magistrado del Tribunal Supremo Manuel Marchena ordenó a la Guardia Civil que investigara las cuentas, depósitos bancarios, declaraciones tributarias y las participaciones que Baltasar Garzón pudiera tener en cualquier entidad, para conocer con exactitud qué importe cobró de la Universidad de Nueva York durante su excedencia remunerada como Magistrado Juez de la Audiencia Nacional en los años 2005 y 2006, ante la imposibilidad de conocer dicho importe por las «inexactitudes y contradicciones» de Garzón y la «continua desatención y evasivas» de dicha Universidad.
El instructor afirmaba que existían indicios de que Garzón «impartió las instrucciones precisas» a sus contactos en la Universidad «para silenciar toda mención» a retribuciones en especie, como por ejemplo 21 650 euros para sufragar la matrícula de su hija en la Escuela Internacional de Naciones Unidas y 22 152 para los gastos de desplazamiento de él y su familia.
Finalmente, la querella fue archivada por el instructor al no apreciar indicios de extorsión y dado que a pesar de haber sido calificados de constitutivos de un delito de cohecho impropio, dicho delito habría prescrito.

### Otros casos en España
Investigó a Jesús Gil, antiguo alcalde de Marbella y dueño del Club Atlético de Madrid, por corrupción.
En 2009, por solicitud del fiscal anticorrupción, Luis Pastor Motta, ordenó el ingreso en prisión de dos ex altos cargos de la Generalidad de Cataluña durante el gobierno de Jordi Pujol —Lluís Prenafeta y Macià Alavedra, de Convergència i Unió—, del alcalde socialista de Santa Coloma de Gramanet, Bartomeu Muñoz, del exdiputado del PSC Luis García, y el concejal de Urbanismo de Santa Coloma, Manuel Dobarco, tras tomarles declaración en la Audiencia Nacional de Madrid, en relación con la Operación Pretoria contra la corrupción urbanística en Cataluña. En dicha operación se investigaba el fraude de 44.754.000 euros por parte de los ayuntamientos de Santa Coloma de Gramanet, Badalona y San Andrés de Llavaneras. Además aparecen como imputados, el empresario madrileño Manuel Carrillo, y los empresarios catalanes Josep Singla, y Lluís Casamitjana.
En relación con sus investigaciones al entorno de ETA, Pepe Rei —antiguo redactor jefe del diario vasco de ideología abertzale Egin, y director de la desaparecida revista mensual Ardi Beltza—, y que fue procesado por el propio Garzón por su supuesta relación con ETA, publicó en 1999 el libro Garzón. La otra cara.

### Como abogado
Desde 2012, Baltasar Garzón, ejerce como abogado. Ese año fundó su despacho profesional ILOCAD SL. Alguno de los más conocidos en los que ha trabajado, son el del periodista Julian Assange y  la organización Wikileaks. Además, como sucede con el caso de wikileaks, su despacho ha representado probono diversas causas como las del «dinero rojo» incautado por Franco a los republicanos  o la acusación particular en el caso de Marta Calvo, representando al padre de la joven valenciana.
En 2020 el bufete de abogados de Baltasar Garzón anunció que asumiría la defensa del empresario colombiano Alex Saab, detenido en junio en Cabo Verde bajo la acusación de ser testaferro del mandatario venezolano Nicolás Maduro.

## Carrera política

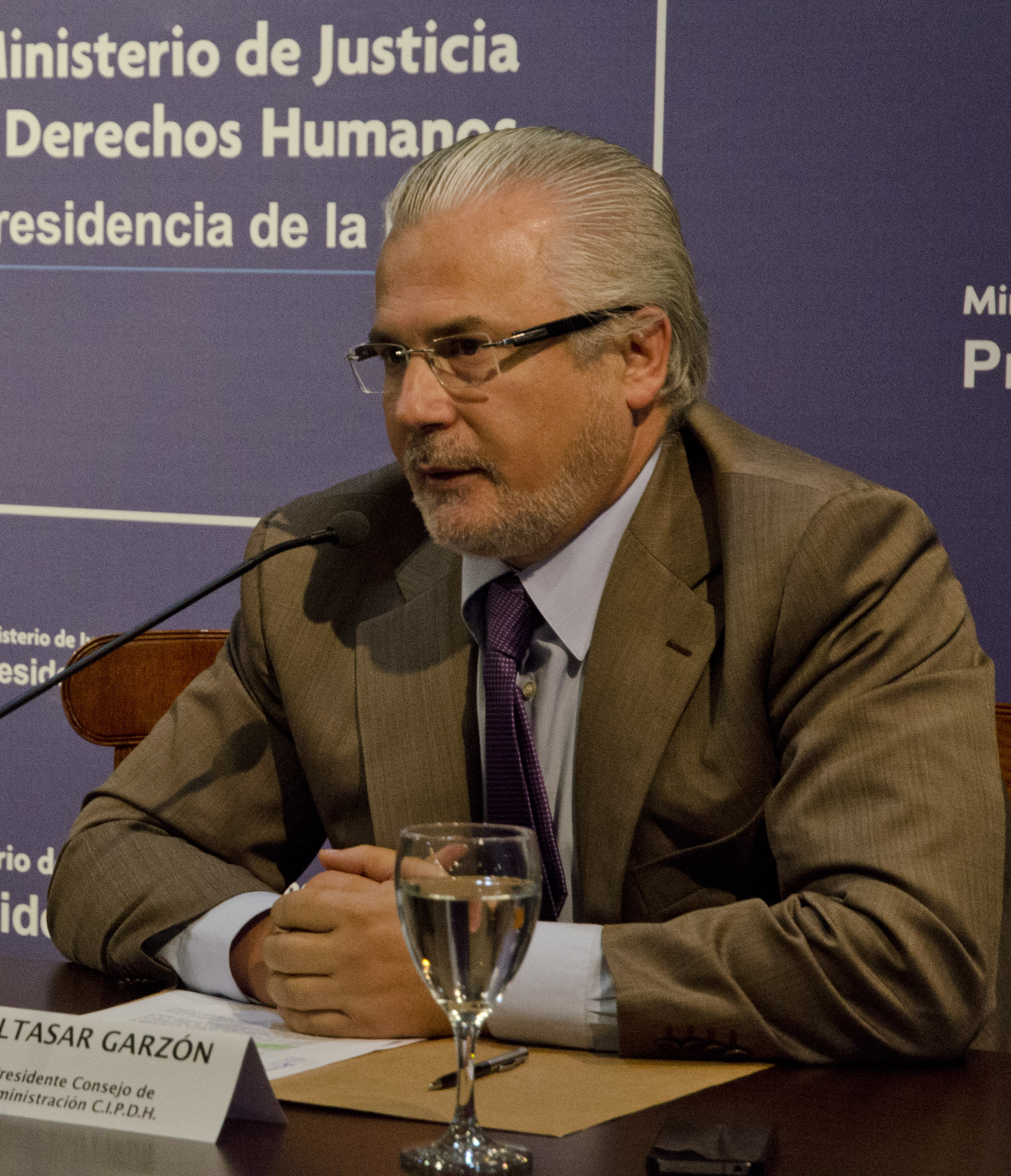
Garzón en la inauguración de un seminario en Buenos Aires.

### Gobierno de Felipe González
En 1993, tras varios contactos con miembros relevantes del PSOE como José Bono y Felipe González, Garzón tomó la decisión de abrir un paréntesis en su carrera en la judicatura y adentrarse en la política. Con fecha 2 de mayo se le concedió la excedencia voluntaria en la carrera judicial y pudo así presentarse por Madrid en las listas electorales del PSOE como independiente y número dos, justo detrás de Felipe González, obteniendo escaño.
Al constituirse el ejecutivo, fue nombrado delegado del Gobierno en el Plan Nacional sobre Drogas, con rango de secretario de Estado, dentro del recién fusionado Ministerio de Justicia, e Interior, con Juan Alberto Belloch como ministro. Sin embargo, el 6 de mayo de 1994 anunció su dimisión como delegado del Gobierno y tres días después renunció a su escaño. Garzón adujo como motivo «la actitud pasiva del presidente Felipe González respecto a la corrupción». Años después, afirmó que en esa época había considerado positivo y útil desarrollar una carrera política, pero que sin duda se equivocó, ya que pecó «de soberbia creyendo que yo podía hacer algo».

### Convocatoria Cívica y X La Izquierda
En julio de 2013 presentó la plataforma Convocatoria Cívica con el objetivo de «acabar con la corrupción», involucrarse «con la verdad, la justicia, los derechos cívicos, la defensa de las víctimas [de la represión franquista] y la reparación que merecen», «aglutinar todas las sensibilidades progresistas para plantear una alternativa que saque a España del pozo ciego en el que encuentra» junto a otras personalidades progresistas como el exfiscal anticorrupción Carlos Jiménez Villarejo, los economistas Vicenç Navarro y Juan Torres, los periodistas Pilar del Río, Enric Sopena y Rosa María Artal o el ex director general de la Unesco, Federico Mayor Zaragoza.
Inicialmente esta plataforma buscó unir a los grupos políticos percibidos como de izquierda para «evitar un auge de la extrema derecha», tratando de conseguir una «unidad entre grupos políticos y sociales»  para que «entre todos podamos ser, no varios más, sino quienes decidan el futuro de nuestro país» y apostó por un proceso constituyente para conseguir «un estado republicano, federal, solidario y laico». Tras varios meses, esta postura evolucionó en la creación de X La Izquierda, una candidatura que se presentó a las elecciones generales de 2015 en coalición con Gira Madrid-Los Verdes.

### Actúa
En abril de 2017 Baltasar Garzón presentó junto con Gaspar Llamazares la nueva plataforma política Actúa, exponiendo como objetivo principal «dar voz a la izquierda que no se siente representada ni por los gestos mínimos del PSOE y su pacto con el PP ni tampoco por el maximalismo retórico de Podemos», si bien declararon que no se presentarían a las elecciones generales. En el acto participaron personalidades destacadas como la abogada Cristina Almeida, Federico Mayor Zaragoza (exdirector de la Unesco), el poeta Luis García Montero (excandidato a la Presidencia de la Comunidad de Madrid en 2015 por IUCM), y la periodista Teresa Aranguren.
Cuatro meses más tarde anunciaron el registro de dicha organización en el registro de Partidos Políticos del Ministerio del Interior, declarando que no descartaban presentarse a las próximas elecciones, si bien el principal motivo para registrarla como partido era adquirir la exclusividad de la marca. Finalmente el partido se presentó a las elecciones generales de abril de 2019 pero, tras los malos resultados cosechados en estos comicios y en las elecciones europeas de pocas semanas después, decidió no presentarse a las elecciones de noviembre del mismo año e incluso, en enero de 2020, Gaspar Llamazares dejaba la puerta abierta a disolver el partido.

## Libros
En el año 2002 publicó su primer libro Cuento de Navidad: es posible un mundo diferente. Es una obra que reúne el pensamiento de Baltasar Garzón acerca de los Derechos Humanos, la Justicia Universal y la Corte Penal Internacional, el terrorismo, los fundamentalismos religiosos, la inmigración, y los Derechos de los Pueblos Indígenas.
En febrero de 2005 publicó su segundo libro, Un mundo sin miedo, en el que cuenta a modo de reflexión o bien como cartas dirigidas a sus tres hijos, Aurora, Baltasar y María, los puntos más destacables y polémicos de sus diecisiete años como juez de lucha contra el terrorismo, el crimen organizado y la impunidad. Expresa también su opinión acerca de temas de actualidad y revela datos (tanto de relevancia nacional como internacional) poco conocidos hasta entonces.
El 24 de febrero de 2006 presentó su tercer libro, La lucha contra el terrorismo y sus límites.
En 2007 publicó El alma de los verdugos, sobre los crímenes de la dictadura argentina.
Su última obra es La línea del horizonte, donde reflexiona de forma muy personal sobre la impunidad y el olvido de determinadas injusticias y atrocidades, los fenómenos migratorios, la educación en un mundo globalizado, y otras cuestiones; con una mirada crítica, comparativa y visión de futuro.
Ha colaborado con un artículo en el libro de 2011, Reacciona, coordinado por la periodista Rosa María Artal, y que pretende alertar de la crisis política que recorre las sociedades en la actualmente y en particular la sociedad española y de la necesidad de respuesta social a la corrupción, a los poderes financieros y económicos y a los poderes políticos, alejados cada vez más de la ciudadanía.
También de ese año es La fuerza de la razón, editado por Debate.

## Obras sobre Garzón
Aparte de las anteriores, existen varias obras sobre Baltasar Garzón. La primera fue «Garzón, la ambición de un juez», con el subtítulo, «La cara oculta de un juez-estrella». La escribió en 1998 el periodista especializado en tribunales, Miguel Ángel de la Cruz. En este libro, publicado por Planeta,  se dan claves para entender, por ejemplo, porque aceptó saltar a la política de la mano del PSOE. O si utilizó el caso GAL como venganza personal contra Felipe González. En la obra se dan también datos biográficos, sobre su trayectoria como juez y sobre su personalidad. Otra obra acerca de Garzón, cuya autora es la conocida periodista Pilar Urbano, titulada Garzón: El hombre que veía amanecer. Se trata de una biografía autorizada que algunos sectores tacharon de hagiografía, pero que publicaba datos acerca de la vida e ideología del juez. En sus páginas, el exjuez acusaba al conocido abogado republicano, Antonio García-Trevijano, de ser el cerebro de la supuesta trama que destapó el llamado caso Sogecable y de estar preparando, junto con el juez Joaquín Navarro, una conspiración para derrocar a Juan Carlos I y proclamar una república. El libro fue motivo de polémica al existir una supuesta responsabilidad del juez en la revelación de secretos sumariales. Este hecho supuso la incoación de un expediente disciplinario por parte del Consejo General del Poder Judicial el 13 de febrero de 2001, para averiguar si el magistrado había incurrido en una falta muy grave por revelación de secretos, y que finalmente fue archivado por decisión unánime de la Comisión Disciplinaria de este consejo, atendiendo a los informes del instructor y del fiscal, al no considerar probado que revelara secretos.
En 2001, el periodista argentino Eduardo Anguita escribió Sano juicio. Baltasar Garzón, algunos sobrevivientes y la lucha contra la impunidad en Latinoamérica.
En 2010, Isabel Coixet filmó el documental Escuchando al juez Garzón.
En 2011, Sebastián Arabia filmó el documental La tinta negra, que gira en torno al llamado caso Garzón y los crímenes del franquismo.
En 2012, el portal Llibertat.cat impulsó el documental Operación Garzón, que documenta la actuación del exjuez en la operación contra 45 personas vinculadas al independentismo catalán en el año 1992, las cuales denunciaron hechos de torturas y malos tratos durante los procedimientos.
El 1 de julio de 2014 Diego Herchhoren contrató el dominio «www.baltasargarzon.es». Dicha página web, promovida por activistas de Argentina, Colombia y España, publicaba información que pretendía desacreditar la posición de Baltasar Garzón como defensor de los derechos humanos, tras una serie de escraches que se habían producido contra su persona en la capital argentina. Representado por su hijo, Baltasar Garzón Molina, presentó el 4 de septiembre de 2014 solicitud ante la entidad pública Red.es para que se cancelara dicho dominio por incumplimiento normativo en su asignación, argumentando que cuando el nombre de un dominio está compuesto por nombre y apellidos, estos deben tener una relación directa con el nombre del titular. La asignación del dominio fue cancelada el 25 de noviembre de 2014. A las pocas horas, el dominio «www.noagarzon.org» replicó el contenido.
Como curiosidad, en julio de 2006 un grupo de música pop homónimo, Garzón, usó fotografías del magistrado en su página web con fines publicitarios, incluía en el dominio la expresión «superjuez»; tras ser contactados por un representante legal del magistrado y amenazados con acciones legales, pasaron a llamarse «Grande Marlaska», en referencia al juez de la Audiencia Nacional Fernando Grande-Marlaska.

## Premios y reconocimientos
- 2011 - Premio ALBA/Puffin al activismo en pro de los derechos humanos.